# Baltoji Vokė
Baltoji Vokė est une ville lituanienne située dans la région (ou Apskritis) de Vilnius et ayant selon le recensement de 2005 environ 1 000 habitants.